# Mygalomorphae

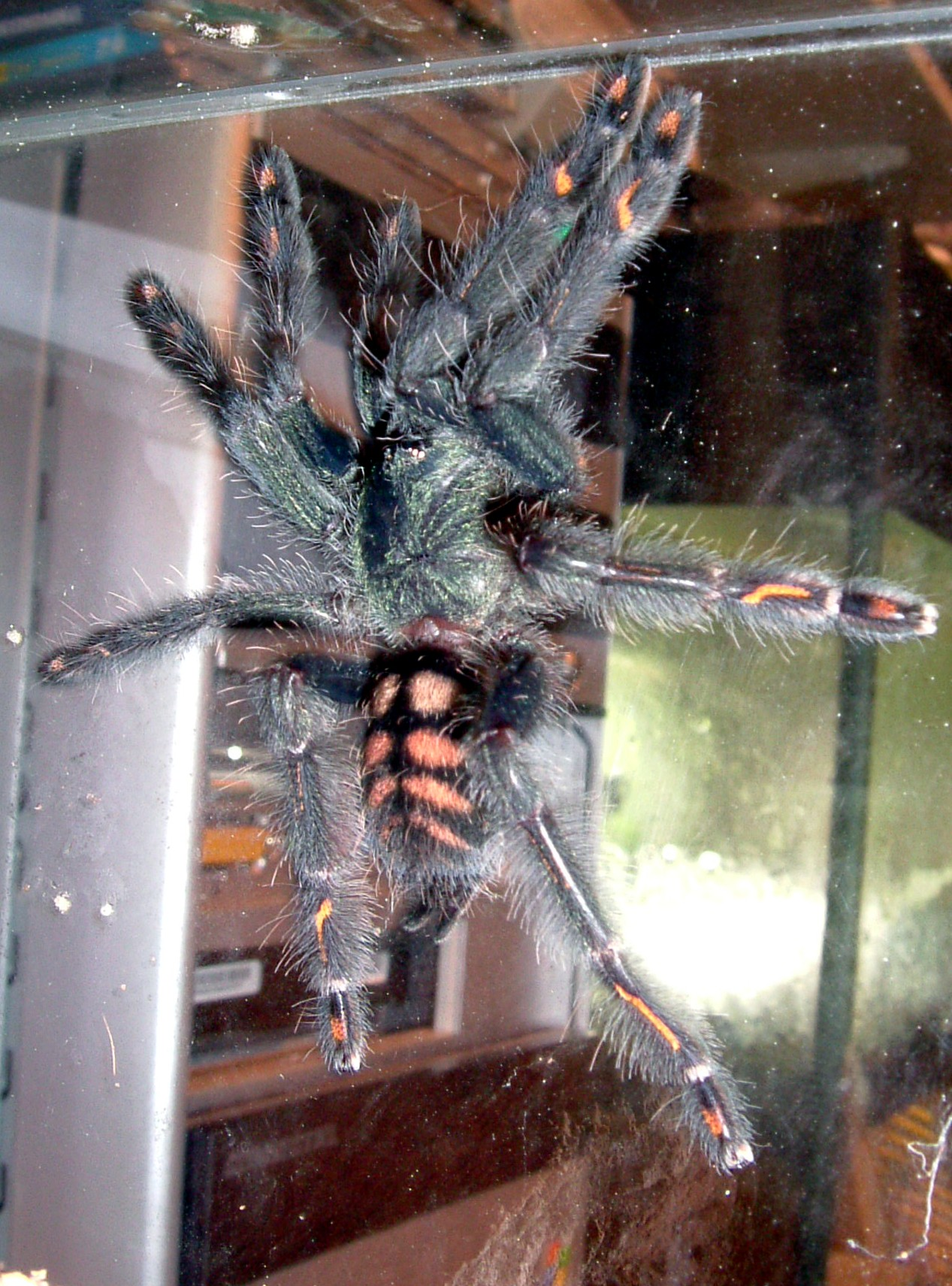
Espécime de Psalmopoeus irminia sobre um vidro.

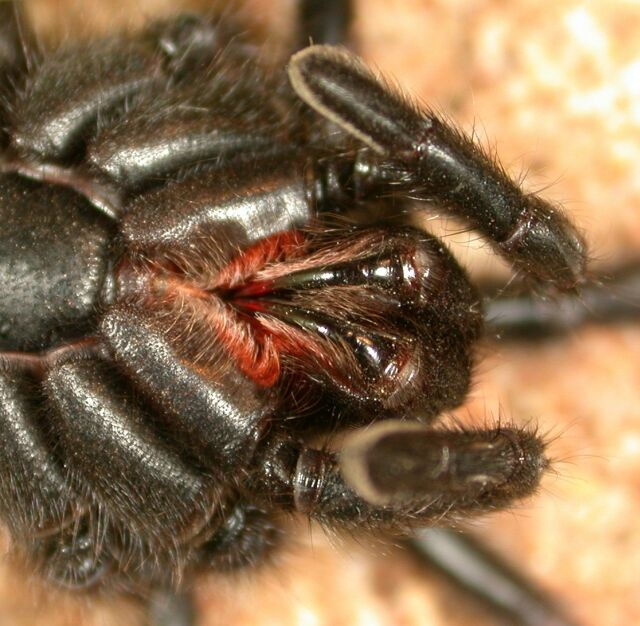
Quelíceras de uma aranha da espécie Aname atra (Nemesiidae), mostrando a orientação em direcção à face ventral e a impossibilidade de se cruzarem quando fechadas.

Mygalomorphae (do grego: μυγαλῆ (mugalē), “musaranho”; e μορφή (morphḗ), “forma”), designadas por Orthognatha nas classificações mais antigas, é uma subordem de aranhas que inclui as espécies conhecidas pelos nomes comuns de "caranguejeiras" ou "aranhas-caranguejeiras", bem como as "aranha-pedreiro" e as "aranhas-de-alçapão". Na sua presente circunscrição taxonómica, o grupo compreende 16 famílias com 336 géneros e cerca de 2870 espécies (Fevereiro de 2016).

## Descrição
Com distribuição natural alargada, estas aranhas apresentam hábitos variados, desde as caranguejeiras errantes que nem sempre constroem abrigo até às aranhas-de-alçapão que constroem longas galerias no solo com a abertura fechada por uma tampa com dobradiça de seda de aranha.
O grupo tem em comum a orientação das quelíceras, que apontam directamente para baixo e não se cruzam quando fecham (como ocorre nas Araneomorphae, a outra grande subordem de aranhas).
Este grupo de aranhas inclui maioritariamente espécies corpulentas, com pernas robustas, como é o caso das tarântulas. Tal como ocorre na subordem "primitiva" de aranhas Mesothelae, apresentam dois pares de pulmões foliáceos e quelíceras apontadas para baixo.
Devido às semelhanças morfológicas com as aranhas do grupo Mesothelae, as Mygalomorphae foram consideradas como aparentadas daquelas aranhas primitivas e filogeneticamente próximas. Contudo, investigação mais recente veio demonstrar que o ancestral comum de todas as aranhas apresentava aquelas características (uma situação designada por simplesiomorfia). Após a ramificação nas subordens Mesothelae e Opisthothelae, as Mygalomorphae retiveram aquelas características, enquanto que os restantes membros das Opisthothelae, as Araneomorphae, evoluíram novas características "modernas", incluindo o cribelo e as quelíceras cruzáveis.
Como as aranhas em geral, a maioria das espécies de Mygalomorphae apresenta oito olhos, um par principal e três pares de olhos secundários. Contudo, há espécies com apenas seis, quatro ou dois, e mesmo algumas (cavernícolas) sem qualquer olho funcional.[carece de fontes?]
As quelíceras e colmilhos das aranhas migalomorfas são em geral grandes e poderosos, com glândulas produtoras de veneno amplas, localizadas inteiramente dentro das quelíceras. Essas armas, combinadas com o seu tamanho e força, fazem das aranhas migalomorfas predadores poderosos no contexto dos artrópodes. Muitas dessas aranhas estão bem adaptadas para matar outros grandes artrópodes, podendo também ocasionalmente matar pequenos mamíferos, pássaros e répteis.
Apesar da sua aparência e reputação temerária, a maioria das aranhas migalomorfas não são perigosas para os seres humanos, com excepção de um reduzido número de espécies, entre as quais as aranhas australianas do género Atrax.[carece de fontes?]
Apesar das maiores aranhas do mundo serem migalomorfas, atingindo a espécie Theraphosa blondi (Latreille, 1804) um comprimento corporal de 10 cm e uma extensão de pernas de 28 cm, algumas espécies medem menos de um milímetro de comprimento. A maioria das aranhas do grupo Mygalomorphae são capazes de produzir pelo menos uma seda ligeiramente adesiva e algumas constroem teias de captura elaboradas que em alguns casos se aproximam de um metro de diâmetro.
Ao contrário das Araneomorphae, cuja esperança de vida está limitada a cerca de um ano, as Mygalomorphae podem viver até cerca de 25 anos, sendo que algumas espécies não atingem a maturidade sexual antes dos 6 anos de idade. As larvas de algumas moscas da família Acroceridae, que são endoparasitas das migalomorfas, podem permanecer dormentes nos pulmões foliares da aranha hospedeira por períodos de até 20 anos antes de iniciarem o seu desenvolvimento e consumirem a aranha.[carece de fontes?]

## Distribuição
A maioria dos membros desta infraordem ocorrem nas regiões de clima tropical e subtropical, mas a sua distribuição natural estende-se bastante para o norte, atingindo as regiões de clima temperado do sueste e oeste dos Estados Unidos.
Apenas algumas espécies ocorrem na Europa, repartidas pelas famílias Atypidae, Nemesiidae, Ctenizidae, Hexathelidae, Theraphosidae e Cyrtaucheniidae, atingindo no conjunto cerca de uma dúzia de espécies.
Contudo, a presente distribuição e o registo fóssil fazem supor que o agrupamento taxonómico Mygalomorphae era verdadeiramente cosmopolita antes da fragmentação do supercontinente Pangaea.

## Classificação e filogenia

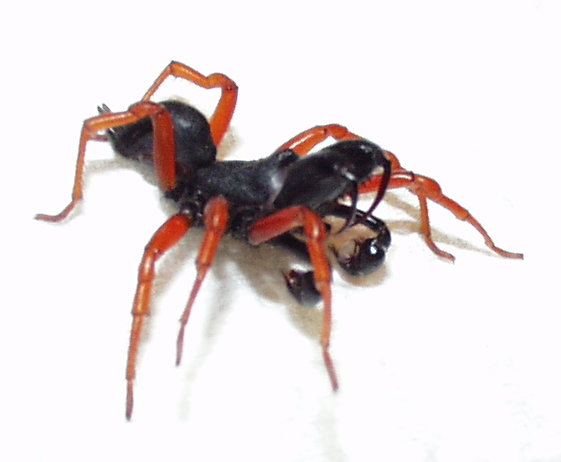
Sphodros rufipes, um membro atípico das Mygalomorphae (Atypidae).

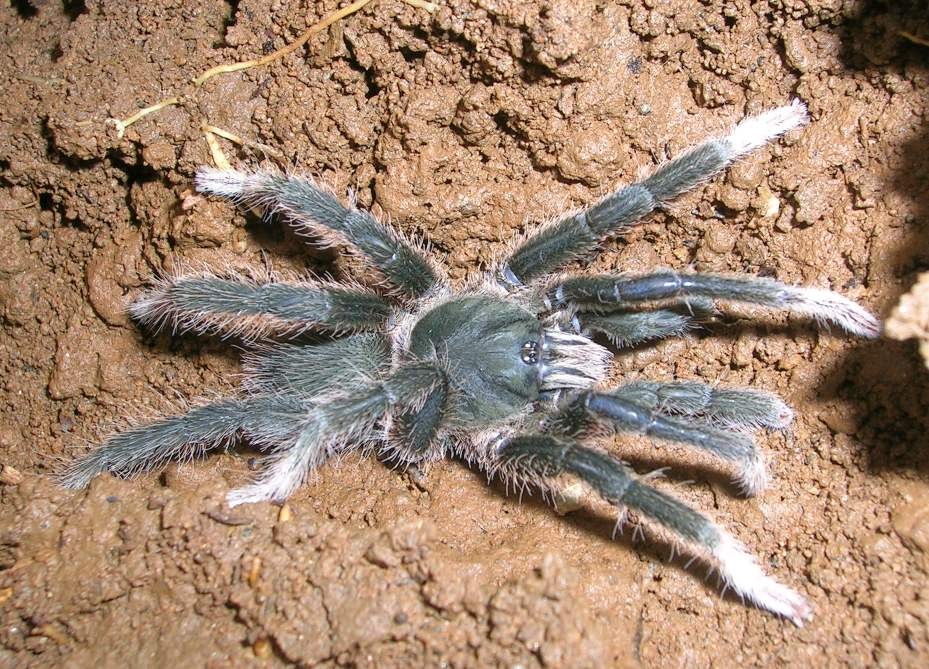
Annandaliella travancorica, um membro da família Theraphosidae dos Gates Ocidentais.

Na sua presente circunscrição taxonómica o agrupamento Mygalomorphae inclui as seguintes famílias:
- Actinopodidae
- Antrodiaetidae
- Atypidae
- Barychelidae
- Ctenizidae
- Cyrtaucheniidae
- Dipluridae
- Euctenizidae
- Hexathelidae
- Idiopidae
- Mecicobothriidae
- Microstigmatidae
- Migidae
- Nemesiidae
- Paratropididae
- Theraphosidae

A espécie fóssil Megarachne servinei foi considerada como sendo uma aranha migalomorfa gigante do Carbonífero Superior (ca. 350 milhões de anos antes do presente), mas mais tarde demonstrado que era um membro do grupo dos euriptéridos (Eurypterida). Em consequência, a mais antiga espécie de aranha migalomorfa que se conhece é Rosamygale grauvogeli (Hexathelidae) do Triássico do nordeste da França. Não foram até agora identificadas aranhas migalomorfas no registo fóssil do Jurássico.
A posição filogenética mais provável do agrupamento Mygalomorphae no contexto das aranhas (Araneae) é o seguinte:
| Opisthothelae | \| \| Mygalomorphae \| \| \| \| \| \| Araneomorphae \| \| \| \| |
|               | \| \| Mygalomorphae \| \| \| \| \| \| Araneomorphae \| \| \| \| |
|               | Mesothelae                                                      |
|               |                                                                 |
|               | Mygalomorphae                                                   |
|               |                                                                 |
|               | Araneomorphae                                                   |
|               |                                                                 |

|  | Mygalomorphae |
|  |               |
|  | Araneomorphae |
|  |               |

Uma hipótese para o relacionamento filogenético entre as famílias do agrupamento Mygalomorphae é o que consta do cladograma abaixo. A família Euctenizidae (7 géneros e 75 espécies), era anteriormente considerada uma subfamília da família Cyrtaucheniidae. O número de géneros e de espécies é o que consta do World Spider Catalog (acedido: Fevereiro de 2016):
|  | Microstigmatidae – 7 géneros, 16 espécies |
|  |                                           |
|  | Mecicobothriidae – 4 géneros, 9 espécies  |
|  |                                           |

|  | Barychelidae – 42 géneros, 295 espécies                                                                               |
|  | |
|  | \| \| Paratropididae – 4 géneros, 11 espécies \| \| \| \| \| \| Theraphosidae – 131 géneros, 986 espécies \| \| \| \| |
|  | |
|  | Paratropididae – 4 géneros, 11 espécies                                                                               |
|  | |
|  | Theraphosidae – 131 géneros, 986 espécies                                                                             |
|  | |

|  | Paratropididae – 4 géneros, 11 espécies   |
|  |                                           |
|  | Theraphosidae – 131 géneros, 986 espécies |
|  |                                           |

|  | Barychelidae – 42 géneros, 295 espécies                                                                               |
|  | |
|  | \| \| Paratropididae – 4 géneros, 11 espécies \| \| \| \| \| \| Theraphosidae – 131 géneros, 986 espécies \| \| \| \| |
|  | |
|  | Paratropididae – 4 géneros, 11 espécies                                                                               |
|  | |
|  | Theraphosidae – 131 géneros, 986 espécies                                                                             |
|  | |

|  | Paratropididae – 4 géneros, 11 espécies   |
|  |                                           |
|  | Theraphosidae – 131 géneros, 986 espécies |
|  |                                           |

|  | Barychelidae – 42 géneros, 295 espécies                                                                               |
|  | |
|  | \| \| Paratropididae – 4 géneros, 11 espécies \| \| \| \| \| \| Theraphosidae – 131 géneros, 986 espécies \| \| \| \| |
|  | |
|  | Paratropididae – 4 géneros, 11 espécies                                                                               |
|  | |
|  | Theraphosidae – 131 géneros, 986 espécies                                                                             |
|  | |

|  | Paratropididae – 4 géneros, 11 espécies   |
|  |                                           |
|  | Theraphosidae – 131 géneros, 986 espécies |
|  |                                           |

|  | Barychelidae – 42 géneros, 295 espécies                                                                               |
|  | |
|  | \| \| Paratropididae – 4 géneros, 11 espécies \| \| \| \| \| \| Theraphosidae – 131 géneros, 986 espécies \| \| \| \| |
|  | |
|  | Paratropididae – 4 géneros, 11 espécies                                                                               |
|  | |
|  | Theraphosidae – 131 géneros, 986 espécies                                                                             |
|  | |

|  | Paratropididae – 4 géneros, 11 espécies   |
|  |                                           |
|  | Theraphosidae – 131 géneros, 986 espécies |
|  |                                           |

|  | Barychelidae – 42 géneros, 295 espécies                                                                               |
|  | |
|  | \| \| Paratropididae – 4 géneros, 11 espécies \| \| \| \| \| \| Theraphosidae – 131 géneros, 986 espécies \| \| \| \| |
|  | |
|  | Paratropididae – 4 géneros, 11 espécies                                                                               |
|  | |
|  | Theraphosidae – 131 géneros, 986 espécies                                                                             |
|  | |

|  | Paratropididae – 4 géneros, 11 espécies   |
|  |                                           |
|  | Theraphosidae – 131 géneros, 986 espécies |
|  |                                           |

|  | Barychelidae – 42 géneros, 295 espécies                                                                               |
|  | |
|  | \| \| Paratropididae – 4 géneros, 11 espécies \| \| \| \| \| \| Theraphosidae – 131 géneros, 986 espécies \| \| \| \| |
|  | |
|  | Paratropididae – 4 géneros, 11 espécies                                                                               |
|  | |
|  | Theraphosidae – 131 géneros, 986 espécies                                                                             |
|  | |

|  | Paratropididae – 4 géneros, 11 espécies   |
|  |                                           |
|  | Theraphosidae – 131 géneros, 986 espécies |
|  |                                           |

|  | Barychelidae – 42 géneros, 295 espécies                                                                               |
|  | |
|  | \| \| Paratropididae – 4 géneros, 11 espécies \| \| \| \| \| \| Theraphosidae – 131 géneros, 986 espécies \| \| \| \| |
|  | |
|  | Paratropididae – 4 géneros, 11 espécies                                                                               |
|  | |
|  | Theraphosidae – 131 géneros, 986 espécies                                                                             |
|  | |

|  | Paratropididae – 4 géneros, 11 espécies   |
|  |                                           |
|  | Theraphosidae – 131 géneros, 986 espécies |
|  |                                           |

|  | Barychelidae – 42 géneros, 295 espécies                                                                               |
|  | |
|  | \| \| Paratropididae – 4 géneros, 11 espécies \| \| \| \| \| \| Theraphosidae – 131 géneros, 986 espécies \| \| \| \| |
|  | |
|  | Paratropididae – 4 géneros, 11 espécies                                                                               |
|  | |
|  | Theraphosidae – 131 géneros, 986 espécies                                                                             |
|  | |

|  | Paratropididae – 4 géneros, 11 espécies   |
|  |                                           |
|  | Theraphosidae – 131 géneros, 986 espécies |
|  |                                           |

|  | Microstigmatidae – 7 géneros, 16 espécies |
|  |                                           |
|  | Mecicobothriidae – 4 géneros, 9 espécies  |
|  |                                           |

|  | Barychelidae – 42 géneros, 295 espécies                                                                               |
|  | |
|  | \| \| Paratropididae – 4 géneros, 11 espécies \| \| \| \| \| \| Theraphosidae – 131 géneros, 986 espécies \| \| \| \| |
|  | |
|  | Paratropididae – 4 géneros, 11 espécies                                                                               |
|  | |
|  | Theraphosidae – 131 géneros, 986 espécies                                                                             |
|  | |

|  | Paratropididae – 4 géneros, 11 espécies   |
|  |                                           |
|  | Theraphosidae – 131 géneros, 986 espécies |
|  |                                           |

|  | Barychelidae – 42 géneros, 295 espécies                                                                               |
|  | |
|  | \| \| Paratropididae – 4 géneros, 11 espécies \| \| \| \| \| \| Theraphosidae – 131 géneros, 986 espécies \| \| \| \| |
|  | |
|  | Paratropididae – 4 géneros, 11 espécies                                                                               |
|  | |
|  | Theraphosidae – 131 géneros, 986 espécies                                                                             |
|  | |

|  | Paratropididae – 4 géneros, 11 espécies   |
|  |                                           |
|  | Theraphosidae – 131 géneros, 986 espécies |
|  |                                           |

|  | Barychelidae – 42 géneros, 295 espécies                                                                               |
|  | |
|  | \| \| Paratropididae – 4 géneros, 11 espécies \| \| \| \| \| \| Theraphosidae – 131 géneros, 986 espécies \| \| \| \| |
|  | |
|  | Paratropididae – 4 géneros, 11 espécies                                                                               |
|  | |
|  | Theraphosidae – 131 géneros, 986 espécies                                                                             |
|  | |

|  | Paratropididae – 4 géneros, 11 espécies   |
|  |                                           |
|  | Theraphosidae – 131 géneros, 986 espécies |
|  |                                           |

|  | Barychelidae – 42 géneros, 295 espécies                                                                               |
|  | |
|  | \| \| Paratropididae – 4 géneros, 11 espécies \| \| \| \| \| \| Theraphosidae – 131 géneros, 986 espécies \| \| \| \| |
|  | |
|  | Paratropididae – 4 géneros, 11 espécies                                                                               |
|  | |
|  | Theraphosidae – 131 géneros, 986 espécies                                                                             |
|  | |

|  | Paratropididae – 4 géneros, 11 espécies   |
|  |                                           |
|  | Theraphosidae – 131 géneros, 986 espécies |
|  |                                           |

|  | Barychelidae – 42 géneros, 295 espécies                                                                               |
|  | |
|  | \| \| Paratropididae – 4 géneros, 11 espécies \| \| \| \| \| \| Theraphosidae – 131 géneros, 986 espécies \| \| \| \| |
|  | |
|  | Paratropididae – 4 géneros, 11 espécies                                                                               |
|  | |
|  | Theraphosidae – 131 géneros, 986 espécies                                                                             |
|  | |

|  | Paratropididae – 4 géneros, 11 espécies   |
|  |                                           |
|  | Theraphosidae – 131 géneros, 986 espécies |
|  |                                           |

|  | Barychelidae – 42 géneros, 295 espécies                                                                               |
|  | |
|  | \| \| Paratropididae – 4 géneros, 11 espécies \| \| \| \| \| \| Theraphosidae – 131 géneros, 986 espécies \| \| \| \| |
|  | |
|  | Paratropididae – 4 géneros, 11 espécies                                                                               |
|  | |
|  | Theraphosidae – 131 géneros, 986 espécies                                                                             |
|  | |

|  | Paratropididae – 4 géneros, 11 espécies   |
|  |                                           |
|  | Theraphosidae – 131 géneros, 986 espécies |
|  |                                           |

|  | Barychelidae – 42 géneros, 295 espécies                                                                               |
|  | |
|  | \| \| Paratropididae – 4 géneros, 11 espécies \| \| \| \| \| \| Theraphosidae – 131 géneros, 986 espécies \| \| \| \| |
|  | |
|  | Paratropididae – 4 géneros, 11 espécies                                                                               |
|  | |
|  | Theraphosidae – 131 géneros, 986 espécies                                                                             |
|  | |

|  | Paratropididae – 4 géneros, 11 espécies   |
|  |                                           |
|  | Theraphosidae – 131 géneros, 986 espécies |
|  |                                           |

|  | Barychelidae – 42 géneros, 295 espécies                                                                               |
|  | |
|  | \| \| Paratropididae – 4 géneros, 11 espécies \| \| \| \| \| \| Theraphosidae – 131 géneros, 986 espécies \| \| \| \| |
|  | |
|  | Paratropididae – 4 géneros, 11 espécies                                                                               |
|  | |
|  | Theraphosidae – 131 géneros, 986 espécies                                                                             |
|  | |

|  | Paratropididae – 4 géneros, 11 espécies   |
|  |                                           |
|  | Theraphosidae – 131 géneros, 986 espécies |
|  |                                           |

|  | Antrodiaetidae – 2 géneros, 35 espécies |
|  |                                         |
|  | Atypidae – 3 géneros, 51 espécies       |
|  |                                         |

|          | Ctenizidae – 9 géneros, 130 espécies                                                                         |
|          | |
| Migoidea | \| \| Actinopodidae – 3 géneros, 47 espécies \| \| \| \| \| \| Migidae – 10 géneros, 91 espécies \| \| \| \| |
|          | \| \| Actinopodidae – 3 géneros, 47 espécies \| \| \| \| \| \| Migidae – 10 géneros, 91 espécies \| \| \| \| |
|          | Actinopodidae – 3 géneros, 47 espécies                                                                       |
|          | |
|          | Migidae – 10 géneros, 91 espécies                                                                            |
|          | |

|  | Actinopodidae – 3 géneros, 47 espécies |
|  |                                        |
|  | Migidae – 10 géneros, 91 espécies      |
|  |                                        |

|          | Ctenizidae – 9 géneros, 130 espécies                                                                         |
|          | |
| Migoidea | \| \| Actinopodidae – 3 géneros, 47 espécies \| \| \| \| \| \| Migidae – 10 géneros, 91 espécies \| \| \| \| |
|          | \| \| Actinopodidae – 3 géneros, 47 espécies \| \| \| \| \| \| Migidae – 10 géneros, 91 espécies \| \| \| \| |
|          | Actinopodidae – 3 géneros, 47 espécies                                                                       |
|          | |
|          | Migidae – 10 géneros, 91 espécies                                                                            |
|          | |

|  | Actinopodidae – 3 géneros, 47 espécies |
|  |                                        |
|  | Migidae – 10 géneros, 91 espécies      |
|  |                                        |

|          | Ctenizidae – 9 géneros, 130 espécies                                                                         |
|          | |
| Migoidea | \| \| Actinopodidae – 3 géneros, 47 espécies \| \| \| \| \| \| Migidae – 10 géneros, 91 espécies \| \| \| \| |
|          | \| \| Actinopodidae – 3 géneros, 47 espécies \| \| \| \| \| \| Migidae – 10 géneros, 91 espécies \| \| \| \| |
|          | Actinopodidae – 3 géneros, 47 espécies                                                                       |
|          | |
|          | Migidae – 10 géneros, 91 espécies                                                                            |
|          | |

|  | Actinopodidae – 3 géneros, 47 espécies |
|  |                                        |
|  | Migidae – 10 géneros, 91 espécies      |
|  |                                        |

|          | Ctenizidae – 9 géneros, 130 espécies                                                                         |
|          | |
| Migoidea | \| \| Actinopodidae – 3 géneros, 47 espécies \| \| \| \| \| \| Migidae – 10 géneros, 91 espécies \| \| \| \| |
|          | \| \| Actinopodidae – 3 géneros, 47 espécies \| \| \| \| \| \| Migidae – 10 géneros, 91 espécies \| \| \| \| |
|          | Actinopodidae – 3 géneros, 47 espécies                                                                       |
|          | |
|          | Migidae – 10 géneros, 91 espécies                                                                            |
|          | |

|  | Actinopodidae – 3 géneros, 47 espécies |
|  |                                        |
|  | Migidae – 10 géneros, 91 espécies      |
|  |                                        |

|  | Antrodiaetidae – 2 géneros, 35 espécies |
|  |                                         |
|  | Atypidae – 3 géneros, 51 espécies       |
|  |                                         |

|          | Ctenizidae – 9 géneros, 130 espécies                                                                         |
|          | |
| Migoidea | \| \| Actinopodidae – 3 géneros, 47 espécies \| \| \| \| \| \| Migidae – 10 géneros, 91 espécies \| \| \| \| |
|          | \| \| Actinopodidae – 3 géneros, 47 espécies \| \| \| \| \| \| Migidae – 10 géneros, 91 espécies \| \| \| \| |
|          | Actinopodidae – 3 géneros, 47 espécies                                                                       |
|          | |
|          | Migidae – 10 géneros, 91 espécies                                                                            |
|          | |

|  | Actinopodidae – 3 géneros, 47 espécies |
|  |                                        |
|  | Migidae – 10 géneros, 91 espécies      |
|  |                                        |

|          | Ctenizidae – 9 géneros, 130 espécies                                                                         |
|          | |
| Migoidea | \| \| Actinopodidae – 3 géneros, 47 espécies \| \| \| \| \| \| Migidae – 10 géneros, 91 espécies \| \| \| \| |
|          | \| \| Actinopodidae – 3 géneros, 47 espécies \| \| \| \| \| \| Migidae – 10 géneros, 91 espécies \| \| \| \| |
|          | Actinopodidae – 3 géneros, 47 espécies                                                                       |
|          | |
|          | Migidae – 10 géneros, 91 espécies                                                                            |
|          | |

|  | Actinopodidae – 3 géneros, 47 espécies |
|  |                                        |
|  | Migidae – 10 géneros, 91 espécies      |
|  |                                        |

|          | Ctenizidae – 9 géneros, 130 espécies                                                                         |
|          | |
| Migoidea | \| \| Actinopodidae – 3 géneros, 47 espécies \| \| \| \| \| \| Migidae – 10 géneros, 91 espécies \| \| \| \| |
|          | \| \| Actinopodidae – 3 géneros, 47 espécies \| \| \| \| \| \| Migidae – 10 géneros, 91 espécies \| \| \| \| |
|          | Actinopodidae – 3 géneros, 47 espécies                                                                       |
|          | |
|          | Migidae – 10 géneros, 91 espécies                                                                            |
|          | |

|  | Actinopodidae – 3 géneros, 47 espécies |
|  |                                        |
|  | Migidae – 10 géneros, 91 espécies      |
|  |                                        |

|          | Ctenizidae – 9 géneros, 130 espécies                                                                         |
|          | |
| Migoidea | \| \| Actinopodidae – 3 géneros, 47 espécies \| \| \| \| \| \| Migidae – 10 géneros, 91 espécies \| \| \| \| |
|          | \| \| Actinopodidae – 3 géneros, 47 espécies \| \| \| \| \| \| Migidae – 10 géneros, 91 espécies \| \| \| \| |
|          | Actinopodidae – 3 géneros, 47 espécies                                                                       |
|          | |
|          | Migidae – 10 géneros, 91 espécies                                                                            |
|          | |

|  | Actinopodidae – 3 géneros, 47 espécies |
|  |                                        |
|  | Migidae – 10 géneros, 91 espécies      |
|  |                                        |

|  | Microstigmatidae – 7 géneros, 16 espécies |
|  |                                           |
|  | Mecicobothriidae – 4 géneros, 9 espécies  |
|  |                                           |

|  | Barychelidae – 42 géneros, 295 espécies                                                                               |
|  | |
|  | \| \| Paratropididae – 4 géneros, 11 espécies \| \| \| \| \| \| Theraphosidae – 131 géneros, 986 espécies \| \| \| \| |
|  | |
|  | Paratropididae – 4 géneros, 11 espécies                                                                               |
|  | |
|  | Theraphosidae – 131 géneros, 986 espécies                                                                             |
|  | |

|  | Paratropididae – 4 géneros, 11 espécies   |
|  |                                           |
|  | Theraphosidae – 131 géneros, 986 espécies |
|  |                                           |

|  | Barychelidae – 42 géneros, 295 espécies                                                                               |
|  | |
|  | \| \| Paratropididae – 4 géneros, 11 espécies \| \| \| \| \| \| Theraphosidae – 131 géneros, 986 espécies \| \| \| \| |
|  | |
|  | Paratropididae – 4 géneros, 11 espécies                                                                               |
|  | |
|  | Theraphosidae – 131 géneros, 986 espécies                                                                             |
|  | |

|  | Paratropididae – 4 géneros, 11 espécies   |
|  |                                           |
|  | Theraphosidae – 131 géneros, 986 espécies |
|  |                                           |

|  | Barychelidae – 42 géneros, 295 espécies                                                                               |
|  | |
|  | \| \| Paratropididae – 4 géneros, 11 espécies \| \| \| \| \| \| Theraphosidae – 131 géneros, 986 espécies \| \| \| \| |
|  | |
|  | Paratropididae – 4 géneros, 11 espécies                                                                               |
|  | |
|  | Theraphosidae – 131 géneros, 986 espécies                                                                             |
|  | |

|  | Paratropididae – 4 géneros, 11 espécies   |
|  |                                           |
|  | Theraphosidae – 131 géneros, 986 espécies |
|  |                                           |

|  | Barychelidae – 42 géneros, 295 espécies                                                                               |
|  | |
|  | \| \| Paratropididae – 4 géneros, 11 espécies \| \| \| \| \| \| Theraphosidae – 131 géneros, 986 espécies \| \| \| \| |
|  | |
|  | Paratropididae – 4 géneros, 11 espécies                                                                               |
|  | |
|  | Theraphosidae – 131 géneros, 986 espécies                                                                             |
|  | |

|  | Paratropididae – 4 géneros, 11 espécies   |
|  |                                           |
|  | Theraphosidae – 131 géneros, 986 espécies |
|  |                                           |

|  | Barychelidae – 42 géneros, 295 espécies                                                                               |
|  | |
|  | \| \| Paratropididae – 4 géneros, 11 espécies \| \| \| \| \| \| Theraphosidae – 131 géneros, 986 espécies \| \| \| \| |
|  | |
|  | Paratropididae – 4 géneros, 11 espécies                                                                               |
|  | |
|  | Theraphosidae – 131 géneros, 986 espécies                                                                             |
|  | |

|  | Paratropididae – 4 géneros, 11 espécies   |
|  |                                           |
|  | Theraphosidae – 131 géneros, 986 espécies |
|  |                                           |

|  | Barychelidae – 42 géneros, 295 espécies                                                                               |
|  | |
|  | \| \| Paratropididae – 4 géneros, 11 espécies \| \| \| \| \| \| Theraphosidae – 131 géneros, 986 espécies \| \| \| \| |
|  | |
|  | Paratropididae – 4 géneros, 11 espécies                                                                               |
|  | |
|  | Theraphosidae – 131 géneros, 986 espécies                                                                             |
|  | |

|  | Paratropididae – 4 géneros, 11 espécies   |
|  |                                           |
|  | Theraphosidae – 131 géneros, 986 espécies |
|  |                                           |

|  | Barychelidae – 42 géneros, 295 espécies                                                                               |
|  | |
|  | \| \| Paratropididae – 4 géneros, 11 espécies \| \| \| \| \| \| Theraphosidae – 131 géneros, 986 espécies \| \| \| \| |
|  | |
|  | Paratropididae – 4 géneros, 11 espécies                                                                               |
|  | |
|  | Theraphosidae – 131 géneros, 986 espécies                                                                             |
|  | |

|  | Paratropididae – 4 géneros, 11 espécies   |
|  |                                           |
|  | Theraphosidae – 131 géneros, 986 espécies |
|  |                                           |

|  | Barychelidae – 42 géneros, 295 espécies                                                                               |
|  | |
|  | \| \| Paratropididae – 4 géneros, 11 espécies \| \| \| \| \| \| Theraphosidae – 131 géneros, 986 espécies \| \| \| \| |
|  | |
|  | Paratropididae – 4 géneros, 11 espécies                                                                               |
|  | |
|  | Theraphosidae – 131 géneros, 986 espécies                                                                             |
|  | |

|  | Paratropididae – 4 géneros, 11 espécies   |
|  |                                           |
|  | Theraphosidae – 131 géneros, 986 espécies |
|  |                                           |

|  | Microstigmatidae – 7 géneros, 16 espécies |
|  |                                           |
|  | Mecicobothriidae – 4 géneros, 9 espécies  |
|  |                                           |

|  | Barychelidae – 42 géneros, 295 espécies                                                                               |
|  | |
|  | \| \| Paratropididae – 4 géneros, 11 espécies \| \| \| \| \| \| Theraphosidae – 131 géneros, 986 espécies \| \| \| \| |
|  | |
|  | Paratropididae – 4 géneros, 11 espécies                                                                               |
|  | |
|  | Theraphosidae – 131 géneros, 986 espécies                                                                             |
|  | |

|  | Paratropididae – 4 géneros, 11 espécies   |
|  |                                           |
|  | Theraphosidae – 131 géneros, 986 espécies |
|  |                                           |

|  | Barychelidae – 42 géneros, 295 espécies                                                                               |
|  | |
|  | \| \| Paratropididae – 4 géneros, 11 espécies \| \| \| \| \| \| Theraphosidae – 131 géneros, 986 espécies \| \| \| \| |
|  | |
|  | Paratropididae – 4 géneros, 11 espécies                                                                               |
|  | |
|  | Theraphosidae – 131 géneros, 986 espécies                                                                             |
|  | |

|  | Paratropididae – 4 géneros, 11 espécies   |
|  |                                           |
|  | Theraphosidae – 131 géneros, 986 espécies |
|  |                                           |

|  | Barychelidae – 42 géneros, 295 espécies                                                                               |
|  | |
|  | \| \| Paratropididae – 4 géneros, 11 espécies \| \| \| \| \| \| Theraphosidae – 131 géneros, 986 espécies \| \| \| \| |
|  | |
|  | Paratropididae – 4 géneros, 11 espécies                                                                               |
|  | |
|  | Theraphosidae – 131 géneros, 986 espécies                                                                             |
|  | |

|  | Paratropididae – 4 géneros, 11 espécies   |
|  |                                           |
|  | Theraphosidae – 131 géneros, 986 espécies |
|  |                                           |

|  | Barychelidae – 42 géneros, 295 espécies                                                                               |
|  | |
|  | \| \| Paratropididae – 4 géneros, 11 espécies \| \| \| \| \| \| Theraphosidae – 131 géneros, 986 espécies \| \| \| \| |
|  | |
|  | Paratropididae – 4 géneros, 11 espécies                                                                               |
|  | |
|  | Theraphosidae – 131 géneros, 986 espécies                                                                             |
|  | |

|  | Paratropididae – 4 géneros, 11 espécies   |
|  |                                           |
|  | Theraphosidae – 131 géneros, 986 espécies |
|  |                                           |

|  | Barychelidae – 42 géneros, 295 espécies                                                                               |
|  | |
|  | \| \| Paratropididae – 4 géneros, 11 espécies \| \| \| \| \| \| Theraphosidae – 131 géneros, 986 espécies \| \| \| \| |
|  | |
|  | Paratropididae – 4 géneros, 11 espécies                                                                               |
|  | |
|  | Theraphosidae – 131 géneros, 986 espécies                                                                             |
|  | |

|  | Paratropididae – 4 géneros, 11 espécies   |
|  |                                           |
|  | Theraphosidae – 131 géneros, 986 espécies |
|  |                                           |

|  | Barychelidae – 42 géneros, 295 espécies                                                                               |
|  | |
|  | \| \| Paratropididae – 4 géneros, 11 espécies \| \| \| \| \| \| Theraphosidae – 131 géneros, 986 espécies \| \| \| \| |
|  | |
|  | Paratropididae – 4 géneros, 11 espécies                                                                               |
|  | |
|  | Theraphosidae – 131 géneros, 986 espécies                                                                             |
|  | |

|  | Paratropididae – 4 géneros, 11 espécies   |
|  |                                           |
|  | Theraphosidae – 131 géneros, 986 espécies |
|  |                                           |

|  | Barychelidae – 42 géneros, 295 espécies                                                                               |
|  | |
|  | \| \| Paratropididae – 4 géneros, 11 espécies \| \| \| \| \| \| Theraphosidae – 131 géneros, 986 espécies \| \| \| \| |
|  | |
|  | Paratropididae – 4 géneros, 11 espécies                                                                               |
|  | |
|  | Theraphosidae – 131 géneros, 986 espécies                                                                             |
|  | |

|  | Paratropididae – 4 géneros, 11 espécies   |
|  |                                           |
|  | Theraphosidae – 131 géneros, 986 espécies |
|  |                                           |

|  | Barychelidae – 42 géneros, 295 espécies                                                                               |
|  | |
|  | \| \| Paratropididae – 4 géneros, 11 espécies \| \| \| \| \| \| Theraphosidae – 131 géneros, 986 espécies \| \| \| \| |
|  | |
|  | Paratropididae – 4 géneros, 11 espécies                                                                               |
|  | |
|  | Theraphosidae – 131 géneros, 986 espécies                                                                             |
|  | |

|  | Paratropididae – 4 géneros, 11 espécies   |
|  |                                           |
|  | Theraphosidae – 131 géneros, 986 espécies |
|  |                                           |

|  | Antrodiaetidae – 2 géneros, 35 espécies |
|  |                                         |
|  | Atypidae – 3 géneros, 51 espécies       |
|  |                                         |

|          | Ctenizidae – 9 géneros, 130 espécies                                                                         |
|          | |
| Migoidea | \| \| Actinopodidae – 3 géneros, 47 espécies \| \| \| \| \| \| Migidae – 10 géneros, 91 espécies \| \| \| \| |
|          | \| \| Actinopodidae – 3 géneros, 47 espécies \| \| \| \| \| \| Migidae – 10 géneros, 91 espécies \| \| \| \| |
|          | Actinopodidae – 3 géneros, 47 espécies                                                                       |
|          | |
|          | Migidae – 10 géneros, 91 espécies                                                                            |
|          | |

|  | Actinopodidae – 3 géneros, 47 espécies |
|  |                                        |
|  | Migidae – 10 géneros, 91 espécies      |
|  |                                        |

|          | Ctenizidae – 9 géneros, 130 espécies                                                                         |
|          | |
| Migoidea | \| \| Actinopodidae – 3 géneros, 47 espécies \| \| \| \| \| \| Migidae – 10 géneros, 91 espécies \| \| \| \| |
|          | \| \| Actinopodidae – 3 géneros, 47 espécies \| \| \| \| \| \| Migidae – 10 géneros, 91 espécies \| \| \| \| |
|          | Actinopodidae – 3 géneros, 47 espécies                                                                       |
|          | |
|          | Migidae – 10 géneros, 91 espécies                                                                            |
|          | |

|  | Actinopodidae – 3 géneros, 47 espécies |
|  |                                        |
|  | Migidae – 10 géneros, 91 espécies      |
|  |                                        |

|          | Ctenizidae – 9 géneros, 130 espécies                                                                         |
|          | |
| Migoidea | \| \| Actinopodidae – 3 géneros, 47 espécies \| \| \| \| \| \| Migidae – 10 géneros, 91 espécies \| \| \| \| |
|          | \| \| Actinopodidae – 3 géneros, 47 espécies \| \| \| \| \| \| Migidae – 10 géneros, 91 espécies \| \| \| \| |
|          | Actinopodidae – 3 géneros, 47 espécies                                                                       |
|          | |
|          | Migidae – 10 géneros, 91 espécies                                                                            |
|          | |

|  | Actinopodidae – 3 géneros, 47 espécies |
|  |                                        |
|  | Migidae – 10 géneros, 91 espécies      |
|  |                                        |

|          | Ctenizidae – 9 géneros, 130 espécies                                                                         |
|          | |
| Migoidea | \| \| Actinopodidae – 3 géneros, 47 espécies \| \| \| \| \| \| Migidae – 10 géneros, 91 espécies \| \| \| \| |
|          | \| \| Actinopodidae – 3 géneros, 47 espécies \| \| \| \| \| \| Migidae – 10 géneros, 91 espécies \| \| \| \| |
|          | Actinopodidae – 3 géneros, 47 espécies                                                                       |
|          | |
|          | Migidae – 10 géneros, 91 espécies                                                                            |
|          | |

|  | Actinopodidae – 3 géneros, 47 espécies |
|  |                                        |
|  | Migidae – 10 géneros, 91 espécies      |
|  |                                        |

|  | Antrodiaetidae – 2 géneros, 35 espécies |
|  |                                         |
|  | Atypidae – 3 géneros, 51 espécies       |
|  |                                         |

|          | Ctenizidae – 9 géneros, 130 espécies                                                                         |
|          | |
| Migoidea | \| \| Actinopodidae – 3 géneros, 47 espécies \| \| \| \| \| \| Migidae – 10 géneros, 91 espécies \| \| \| \| |
|          | \| \| Actinopodidae – 3 géneros, 47 espécies \| \| \| \| \| \| Migidae – 10 géneros, 91 espécies \| \| \| \| |
|          | Actinopodidae – 3 géneros, 47 espécies                                                                       |
|          | |
|          | Migidae – 10 géneros, 91 espécies                                                                            |
|          | |

|  | Actinopodidae – 3 géneros, 47 espécies |
|  |                                        |
|  | Migidae – 10 géneros, 91 espécies      |
|  |                                        |

|          | Ctenizidae – 9 géneros, 130 espécies                                                                         |
|          | |
| Migoidea | \| \| Actinopodidae – 3 géneros, 47 espécies \| \| \| \| \| \| Migidae – 10 géneros, 91 espécies \| \| \| \| |
|          | \| \| Actinopodidae – 3 géneros, 47 espécies \| \| \| \| \| \| Migidae – 10 géneros, 91 espécies \| \| \| \| |
|          | Actinopodidae – 3 géneros, 47 espécies                                                                       |
|          | |
|          | Migidae – 10 géneros, 91 espécies                                                                            |
|          | |

|  | Actinopodidae – 3 géneros, 47 espécies |
|  |                                        |
|  | Migidae – 10 géneros, 91 espécies      |
|  |                                        |

|          | Ctenizidae – 9 géneros, 130 espécies                                                                         |
|          | |
| Migoidea | \| \| Actinopodidae – 3 géneros, 47 espécies \| \| \| \| \| \| Migidae – 10 géneros, 91 espécies \| \| \| \| |
|          | \| \| Actinopodidae – 3 géneros, 47 espécies \| \| \| \| \| \| Migidae – 10 géneros, 91 espécies \| \| \| \| |
|          | Actinopodidae – 3 géneros, 47 espécies                                                                       |
|          | |
|          | Migidae – 10 géneros, 91 espécies                                                                            |
|          | |

|  | Actinopodidae – 3 géneros, 47 espécies |
|  |                                        |
|  | Migidae – 10 géneros, 91 espécies      |
|  |                                        |

|          | Ctenizidae – 9 géneros, 130 espécies                                                                         |
|          | |
| Migoidea | \| \| Actinopodidae – 3 géneros, 47 espécies \| \| \| \| \| \| Migidae – 10 géneros, 91 espécies \| \| \| \| |
|          | \| \| Actinopodidae – 3 géneros, 47 espécies \| \| \| \| \| \| Migidae – 10 géneros, 91 espécies \| \| \| \| |
|          | Actinopodidae – 3 géneros, 47 espécies                                                                       |
|          | |
|          | Migidae – 10 géneros, 91 espécies                                                                            |
|          | |

|  | Actinopodidae – 3 géneros, 47 espécies |
|  |                                        |
|  | Migidae – 10 géneros, 91 espécies      |
|  |                                        |